# (25955) Radway
(25955) Radway est un astéroïde de la ceinture principale.

## Description
(25955) Radway est un astéroïde de la ceinture principale. Il fut découvert le 19 mars 2001 à la station Anderson Mesa par le programme de relevé astronomique LONEOS. Il présente une orbite caractérisée par un demi-grand axe de 2,67 UA, une excentricité de 0,07 et une inclinaison de 4,0° par rapport à l'écliptique.